# Nortonův teorém

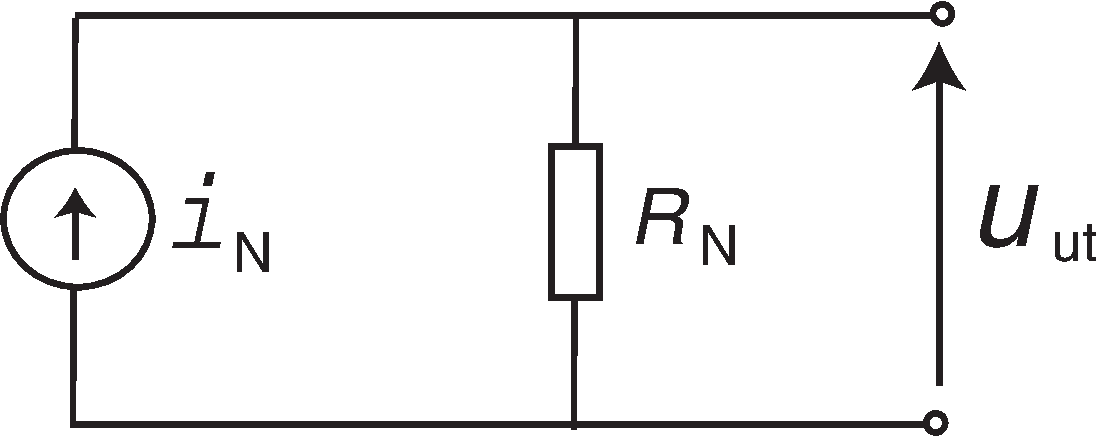
Ilustrace Nortonova teorému

Nortonův teorém pro elektrické obvody říká, že libovolná soustava lineárních zdrojů napětí, zdrojů proudu a rezistorů se dvěma svorkami je elektricky ekvivalentní k ideálnímu zdroji proudu s paralelně zapojeným ideálním rezistorem. Pro systémy střídavého proudu o jedné frekvenci může být teorém rovněž aplikován s využitím obecné impedance namísto činného odporu. Nortonův ekvivalent je používán k ideální náhradě obvodu lineárních zdrojů a impedancí pro účely výpočtů a řešení elektrických poměrů při analýze a návrhu obvodů.
Teorém formuloval Hans Ferdinand Mayer a také Edward Lawry Norton.
Obdobně viz též Théveninův teorém – náhrada soustavy lineárních zdrojů a impedancí ideálním zdrojem napětí v sériovém spojení s ideální impedancí
- Velikost zdroje proudu odpovídá proudu nakrátko mezi svorkami A a B nahrazovaného obvodu.
- Velikost zdroje napětí odpovídá napětí naprázdno mezi svorkami A a B nahrazovaného obvodu.
- Náhradní rezistor/ impedance se rovná podílu těchto veličin.